# Anadenobolus
Anadenobolus är ett släkte av mångfotingar. Anadenobolus ingår i familjen Rhinocricidae.

## Dottertaxa tillAnadenobolus, i alfabetisk ordning[1]
- Anadenobolus anguinus
- Anadenobolus angusticollis
- Anadenobolus aposematus
- Anadenobolus approximans
- Anadenobolus arboreus
- Anadenobolus atoyacus
- Anadenobolus aurocinctus
- Anadenobolus aztecus
- Anadenobolus brevicollis
- Anadenobolus bruesi
- Anadenobolus chamberlini
- Anadenobolus chazaliei
- Anadenobolus chichen
- Anadenobolus chichimecus
- Anadenobolus chitarianus
- Anadenobolus cinchonanus
- Anadenobolus consociatus
- Anadenobolus consutus
- Anadenobolus costaricensis
- Anadenobolus curtior
- Anadenobolus dissimulans
- Anadenobolus dugesi
- Anadenobolus edenus
- Anadenobolus excisus
- Anadenobolus ferrugineus
- Anadenobolus gracilipes
- Anadenobolus grammostictus
- Anadenobolus grenadensis
- Anadenobolus hegedusi
- Anadenobolus heteroscopus
- Anadenobolus holomelanus
- Anadenobolus ixtapanus
- Anadenobolus juxtus
- Anadenobolus lamprus
- Anadenobolus laticollis
- Anadenobolus leptopus
- Anadenobolus leucostigma
- Anadenobolus liparius
- Anadenobolus macropus
- Anadenobolus malkini
- Anadenobolus marci
- Anadenobolus mayanus
- Anadenobolus mediator
- Anadenobolus mertensi
- Anadenobolus modestior
- Anadenobolus monilicornis
- Anadenobolus morelus
- Anadenobolus motulensis
- Anadenobolus newtonianus
- Anadenobolus nicaraguanus
- Anadenobolus nodosicollis
- Anadenobolus obesus
- Anadenobolus ochraceus
- Anadenobolus olivaceus
- Anadenobolus pedrocola
- Anadenobolus plesius
- Anadenobolus politus
- Anadenobolus potosianus
- Anadenobolus putealis
- Anadenobolus ramagei
- Anadenobolus rarior
- Anadenobolus rixi
- Anadenobolus rogersi
- Anadenobolus salleanus
- Anadenobolus scobinatus
- Anadenobolus simulans
- Anadenobolus smithi
- Anadenobolus socius
- Anadenobolus stolli
- Anadenobolus tejerianus
- Anadenobolus toltecus
- Anadenobolus totonacus
- Anadenobolus translocatus
- Anadenobolus vincenti
- Anadenobolus zapotecus